# مزرعة زعفراني (مقاطعة دهلران)
مزرعة زعفراني (بالإنجليزية: Mazraeh-ye Tangeh Zafarani)‏ هي مستوطنة تقع في قسم اناران الريفي (مقاطعة دهلران) في إيران.